# ファノーヤ
ファノーヤ（Fanøya）は、ノルウェーのヴェストラン郡キン市、バタルデン群島の中の島のひとつ。
バタルデン群島の中で最も人口の多い島である。
島の長さは約10キロメートル (6.2 mi)で、フローレの北西にある。
ファノーヤはスコルパ島の1.6キロメートル (0.99 mi)北、バタルデン島の約600メートル (2,000 ft)南、ホブデン島の約4キロメートル (2.5 mi)南西に位置する。
島内には、バタルデンチャペルという礼拝堂がある。